# سازمان ضد فاشیست
سازمان ضد فاشیست (انگلیسی: Anti-Fascist Organisation) اسم مخفف آاف او (AFO) یک جنبش مقاومت علیه تصرف برمه توسط ژاپن و خواستار استقلال میانمار (برمه) در طول جنگ جهانی دوم بود.